# Silkesapor
Silkesapor (Callithrix) är ett släkte i familjen kloapor med ungefär 20 arter. Släktet delas idag av flera zoologer i fyra undersläkten.

## Utseende
Liksom andra kloapor är silkesapor jämförelsevis små primater. Dvärgsilkesapan utgör till och med den minsta arten i infraordningen Anthropoidea men den listas ibland i ett eget släkte. Hos de andra arterna är kroppen (huvud och bål) 18 till 30 cm lång. Sedan tillkommer en upp till 40 cm lång svans. Vikten ligger vanligen mellan 230 och 455 gram. Den korta och täta pälsen har en färgsättning i svart, brun, grå eller vit. Ibland står huvudet, bakre delen av kroppen, extremiteterna eller svansen i kontrast till andra kroppsdelar. Några medlemmar har hårtofsar på öronen. Extremiteterna är jämförelsevis korta. Liksom andra kloapor har de på fingrarna och tårna (med undantag av stortån) klor istället för naglar.
Silkesapor har dessutom en kännetecknande tanduppsättning. Deras framtänder är förstorade och hörntänderna är förminskade, så är alla tänder i främre delen av käken ungefär lika höga. Framtänderna liknar en mejsel och påminner om gnagarnas framtänder. Tänderna används för att göra hål i trädens bark, så att individen kan slicka trädens vätskor.

## Utbredning och habitat
Silkesapor förekommer i Sydamerika. De flesta arterna lever i Amazonområdet i norra Brasilien samt i angränsande regioner (södra Colombia, östra Ecuador, östra Peru och nordöstra Bolivia). Bara arter av undersläktet Callithrix har sitt utbredningsområde i östra och sydöstra Brasilien.
De vistas huvudsakligen i träden i tropiska och subtropiska skogar men några arter förekommer även i torra skogar. De föredrar skogsområden med tät undervegetation. Vissa arter är kulturföljare och lever på odlingsmark eller i trädgårdar.

## Levnadssätt
Dessa djur är aktiva på dagen och kännetecknas av snabba rörelser. På natten vilar de i trädens håligheter eller gömd i den täta vegetationen. De går på fyra extremiteter över grenar, hoppar bra och kan även klättra uppför lodrätta stammar. De lever i grupper med fyra till femton individer men har inget särskilt territorium. Ibland förenar sig olika flockar till större grupper.
Födan består av insekter, spindlar, frukt och trädens vätskor samt ibland av mindre ryggradsdjur.
Vanligtvis finns i varje grupp en dominant hona som är ansvarig för fortplantningen. Efter dräktigheten som varar i 130 till 150 dagar födas oftast två ungar men upp till fyra ungar förekommer. Tiden mellan två kullar är kort. Några honor föder ungar med fem till åtta månader mellanrum. Vanligen är ungarna efter 1 till 1,5 år könsmogna.
I vildmarken lever silkesapor upp till 10 år och med människans vård kan de leva 16 år.

## Systematik
Att silkesapor utgör en djurgrupp med nära besläktade arter står utan tvivel. Däremot är zoologerna oense hur medlemmarna är släkt med varandra. Enligt Wilson & Reeder (2005), den systematik som beskrivs här, bildas släktet av fyra undersläkten. Andra zoologiska avhandlingar betraktar de fyra undersläkten som självständiga släkten, så att silkesapor blir ett tribus.
För närvarande är 21 arter kända men det finns redan informationer om nya arter av undersläktet Mico som saknar vetenskaplig beskrivning.
- Undersläkte Callithrix, med 6 arter.
- Undersläkte Mico, med 13 arter.
- Undersläkte Cebuella – dvärgsilkesapa (Callithrix (Cebuella) pygmaea)
- Undersläkte Callibella – Callithrix (Callibella) humilis